# El siglo del viento
 El siglo del viento  es una película documental coproducción de Argentina, Alemania, Francia, Uruguay y España que se estrenó el 15 de abril de 1999. Fue filmada en colores y dirigida por Fernando Birri con el guion de Eduardo Galeano sobre la base del volumen III de Memoria del fuego.
Eduardo Galeano es además el narrador del filme.

## Sinopsis
La historia de América Latina en el siglo XX en la visión de Galeano.

## Comentarios
Gustavo J. Castagma en El Amante del Cine  escribió:

«¿Por qué Birri realizó esta película anacrónica en su temática y excesivamente naif en sus pretensiones formales?.»

Marcela Gamberini en El Amante del Cine  escribió:

«Poco preciso, sin compromiso en su contenido e ingenuo en su aspecto formal.»

Manrupe y Portela escriben:

«…una especie de Enciclopedia Encarta de Latinoamérica quedada en el tiempo, arbitraria y personal.»